# Radek Špiláček
Radek Špiláček (* 10. ledna 1980) je bývalý český fotbalista, záložník.

## Fotbalová kariéra
V české lize hrál za SFC Opava a SK Sigma Olomouc. Nastoupil ve 179 ligových utkáních. Dal 2 ligové góly. Dále hrál v Německu v nižších soutěžích za TSG 1899 Hoffenheim, FSV Frankfurt, SV Wilhelmshaven a SSV Jeddeloh. V Evropské lize UEFA nastoupil ve 4 utkáních. Za českou reprezentaci do 21 let nastoupil v 7 utkáních.

## Ligová bilance
| Ročník                 | Zápasy | Góly | Klub             |
| ---------------------- | ------ | ---- | ---------------- |
| Gambrinus liga 1997/98 | 9      | 0    | FC Kaučuk Opava  |
| Gambrinus liga 1998/99 | 13     | 0    | SFC Opava        |
| Gambrinus liga 1999/00 | 26     | 1    | SFC Opava        |
| Gambrinus liga 2000/01 | 17     | 0    | SK Sigma Olomouc |
| Gambrinus liga 2001/02 | 25     | 0    | SK Sigma Olomouc |
| Gambrinus liga 2002/03 | 22     | 0    | SK Sigma Olomouc |
| Gambrinus liga 2003/04 | 27     | 0    | SK Sigma Olomouc |
| Gambrinus liga 2004/05 | 22     | 1    | SK Sigma Olomouc |
| Gambrinus liga 2005/06 | 18     | 0    | SK Sigma Olomouc |
| CELKEM 1. liga ČR      | 179    | 2    |                  |